# Macugnaga
Macugnaga – miejscowość i gmina we Włoszech, w regionie Piemont, w prowincji Cusio Ossola, w dolinie Valle Anzasca w Alpach Pennińskich.
Według danych na rok 2004 gminę zamieszkiwały 653 osoby, 6,7 os./km².
Znajduje się u podstawy Monte Rosa (4638 metrów), drugiej co do wysokości góry w Europie, wzdłuż Valle Anzasca, jednej z siedmiu dolin wokół góry.